# 스티치 (리그 오브 레전드 프로게이머)
스티치(본명: 이승주, 1996년 11월 2일 ~ )는 대한민국의 전직 리그 오브 레전드 프로게이머로 아이디는 Stitch이다. 현역 시절 포지션은 AD 캐리였다.

## 선수 생활
2014년 2월, 묵 시크릿에 입단하면서 커리어를 시작했다. 2014년 8월, 팀에서 퇴단했다.
2015시즌을 앞두고 제닉스에 입단했다.
2015년 5월, 롱주 IM에 입단했다. 하지만 입단 1달만인 2015년 6월에 팀에서 퇴단했다.
2015년 6월, 미드나잇 썬 e스포츠에 입단했다.
2016시즌을 앞두고 삼성 갤럭시에 입단했다. 2016년 1월 16일에 치러진 아프리카 프릭스와의 경기에서 펜타킬을 기록하였다. 이후 룰러와 주전 경쟁을 하였으나 밀리며 서브 선수로 내려가게 되었다. 2017시즌에서도 팀의 서브 선수로 남았다.
2018시즌을 앞두고 G-Rex에 입단했다. 스프링 시즌 팀의 주전으로 활동하면서 팀의 포스트시즌 진출에 기여했다. 서머 시즌에서도 주전으로 활동했으며 팀의 준우승에 기여했다. 리그 오브 레전드 월드 챔피언십 2018에는 로스터에 포함되면서 참가했다. 롤드컵에서 주전으로 출전했으며 팀은 플레이인에서 시작했지만 조별리그 진출에 성공했다.
2019시즌을 앞두고 진에어 그린윙스에 입단했다. 스프링 시즌 서브 선수로 활동했지만 좋지 못한 모습을 보여주었다. 서머 시즌을 앞두고 건강상의 문제로 휴식을 선언했다.
2020시즌에서는 WhereAreyouFrom이라는 팀으로 활동하기도 했다.

## 소속팀
| # | 팀명                | 소속 기간             | 소속 리그 | 비고 |
| - | ------------------- | --------------------- | --------- | ---- |
| 1 | 묵 시크릿           | 2014.02~2014.08       | LCK       |      |
| 2 | 제닉스              | 2015.01.05~2015.05    | LCK       |      |
| 3 | 롱주 IM             | 2015.05~2015.06.18    | LCK       |      |
| 4 | 미드나잇 썬 e스포츠 | 2015.06.18~2015.12.01 | LMS       |      |
| 5 | 삼성 갤럭시         | 2015.12.01~2017.11.28 | LCK       |      |
| 6 | G-Rex               | 2017.11.29~2018.11.20 | LMS       |      |
| 7 | 진에어 그린윙스     | 2018.11.27~2019.10.31 | LCK       |      |
| 8 | WhereAreyouFrom     | 2020~2020.05          | 아마추어  |      |

## 수상 내역
- 리그 오브 레전드 마스터즈 시리즈 스프링 2018 준우승